# رشيد الذوادي
رشيد الذوادي (8 مارس 1936 - ) هو كاتب تونسي.

## النشأة والمسيرة
ولد في بنزرت.

## أعماله
- أحاديث في الأدب، القاهرة، 1970
- أدباء تونسيين، تونس/القاهرة، 1971
- علي البلهوان، تونس، 1974
- جماعة تحت السور، تونس، 1975
- علي الدّوعاجي (من سلسلة "عظماء بلادي")، دار النجاح، تونس 1977
- عظماء بلادي، تونس، 1978
- إشارات أدبية، تونس، 1982
- الشابي ومدرسة أيوللو (بالاشتراك)، مؤسسات بن عبد الله، تونس، وبيروت، 1986
- الرؤية الإبداعية في أدب محمد مزالي (بالاشتراك)، دار الكتاب، القاهرة، 1986
- رواد الإصلاح، تونس، 1986
- رحلة في الشعر التونسي، القاهرة، 1986
- أدباء من مصر، تونس، 1993
- بعد الشابي، القاهرة، 1993
- مقاهي الأدباء، الهيئة العامة للكتاب، القاهرة، 1995
- أعلام من بنزرت، تونس، 1996
- الخفاجي أديبا و ناقدا، رابطة الأدب الحديث، القاهرة، 1996